# Sandbronia
Sandbronia (Fossombronia incurva) är en levermossart som beskrevs av Sextus Otto Lindberg. Sandbronia ingår i släktet bronior, och familjen Codoniaceae. Enligt den finländska rödlistan är arten nationellt utdöd i Finland. Enligt den svenska rödlistan är arten sårbar i Sverige. Arten förekommer i Nedre Norrland och Övre Norrland. Arten har tidigare förekommit i Götaland men är numera lokalt utdöd. Artens livsmiljö är öppna översvämningsstränder med finsediment vid Östersjön.